# Silas Weir Mitchell (neurolog)

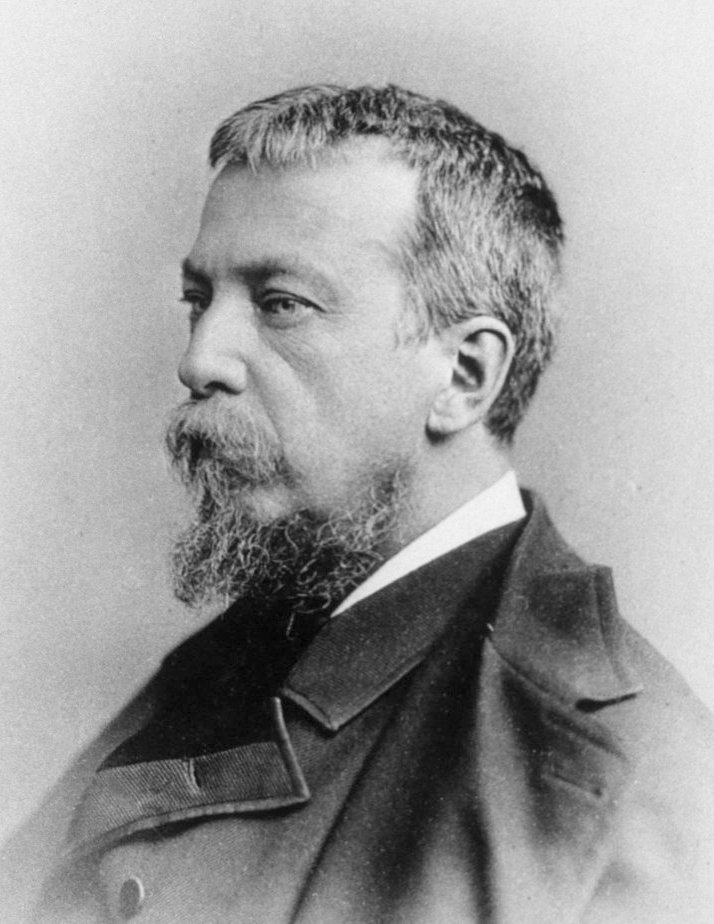
Silas Weir Mitchell

Silas Weir Mitchell (ur. 15 lutego 1829 w Filadelfii, zm. 4 stycznia 1914 w Filadelfii) – amerykański lekarz, neurolog i pisarz. 
Przewodniczył Association of American Physicians w 1887 roku i był pierwszym przewodniczącym American Neurological Association. Bolesny rumień kończyn opisany przez niego w 1864 roku określany bywa jako choroba Mitchella.

## Badania bólu fantomowego

Amputacja w czasie bitwy pod Gettysburgiem
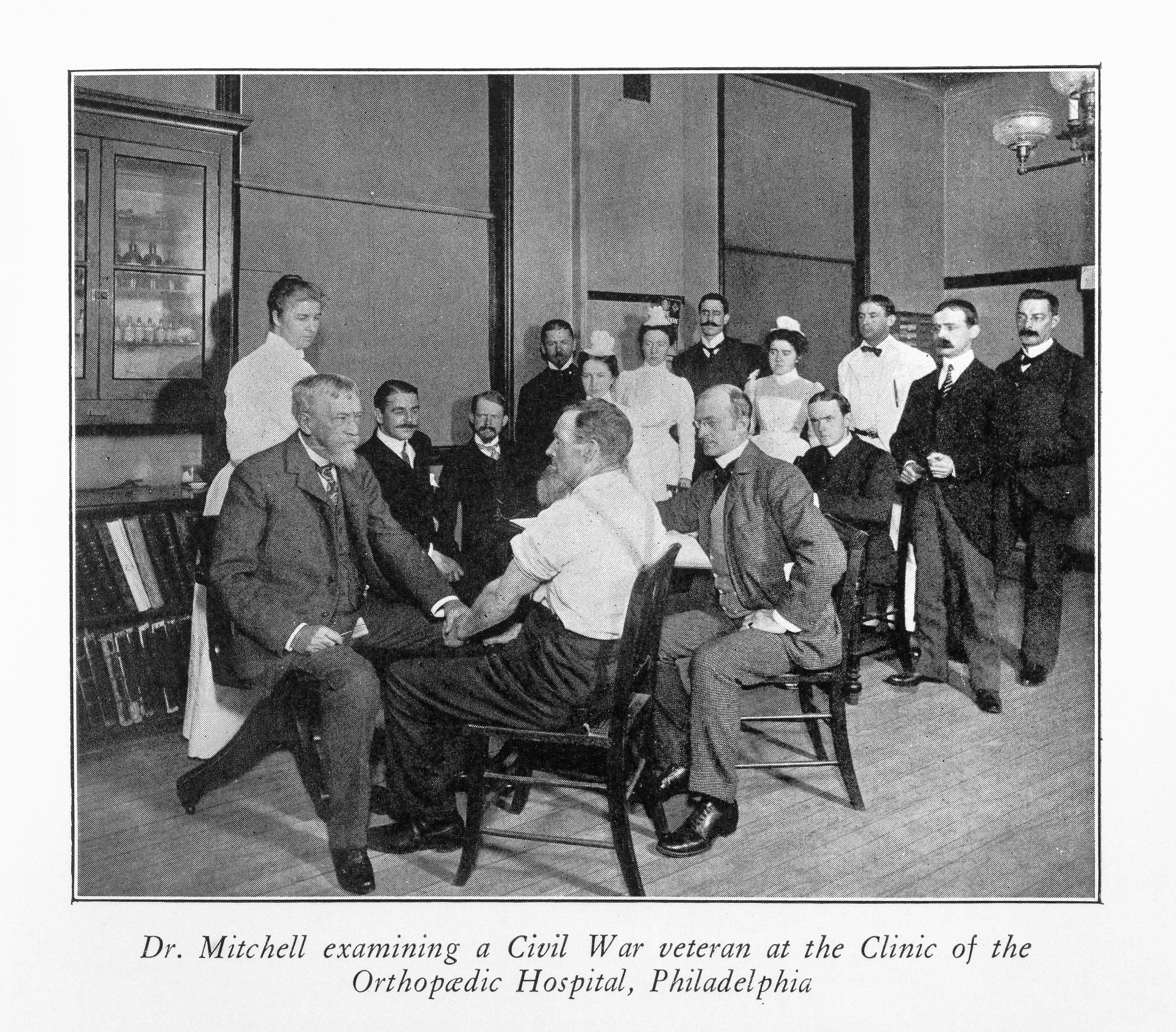
Dr Mitchell badający weterana wojny secesyjnej
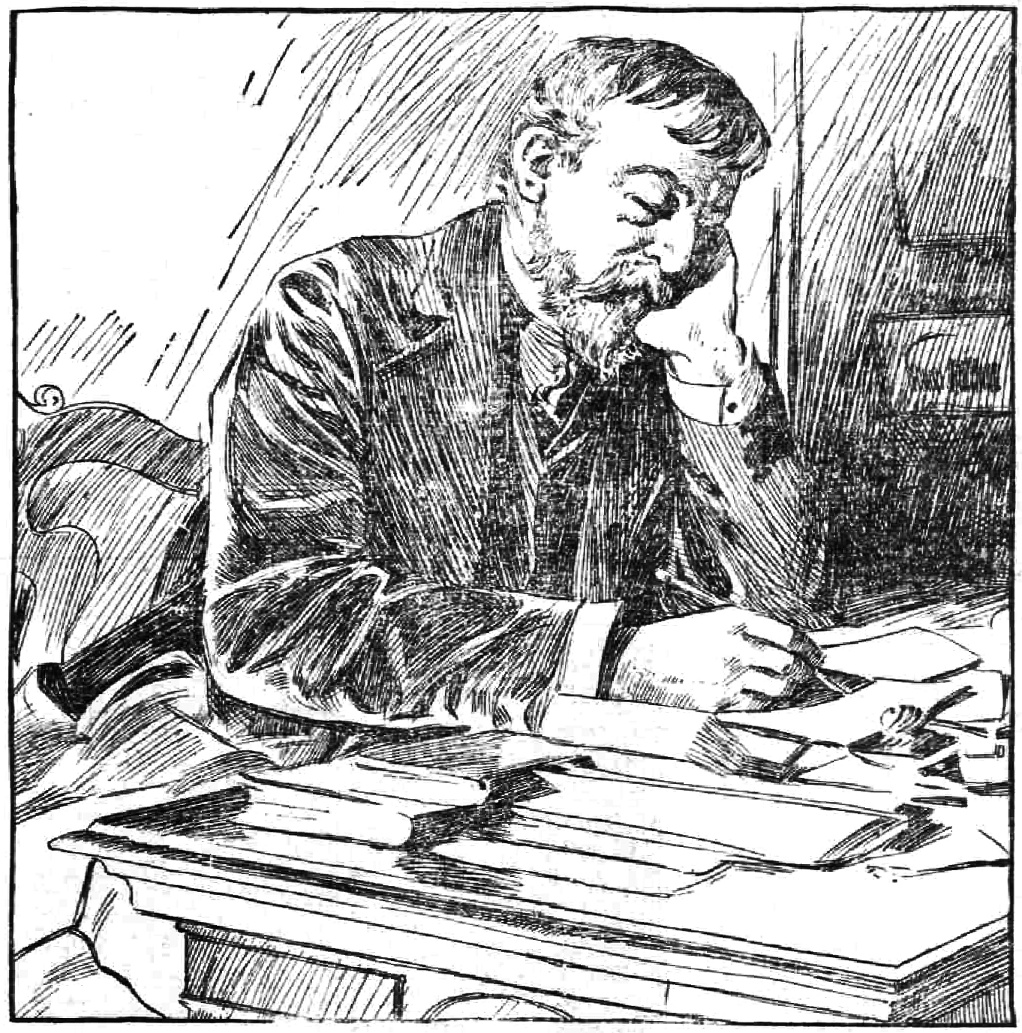
S. Weir Mitchell (ok. 1902)